# Liste der Einträge im National Register of Historic Places im Ripley County (Missouri)

Lage des Ripley County in Missouri

Die Liste der Einträge im National Register of Historic Places im Ripley County in Missouri führt die Bauwerke und historischen Stätten im Ripley County auf, die in das National Register of Historic Places aufgenommen wurden.

## Legende
| NRHP | Historic Place    |
| HD   | Historic District |

## Aktuelle Einträge
| [ 3 ] | Name                                                         | Bild                                                         | Eintragsdatum        | Lage                                          | Ort                 | Beschreibung |
| ----- | ------------------------------------------------------------ | ------------------------------------------------------------ | -------------------- | --------------------------------------------- | ------------------- | ------------ |
| 1     | B-9 Structure Archeological Site                             |                                                              | 1975 ID-Nr. 75001072 | Adresse nicht veröffentlicht                  | südlich von Grandin |              |
| 2     | Randolph Columbus Barrett House                              | Randolph Columbus Barrett House                              | 1976 ID-Nr. 76001115 | 209 Plum Street 36° 37′ 17″ N, 90° 49′ 25″ W  | Doniphan            |              |
| 3     | Indian Ford                                                  |                                                              | 2007 ID-Nr. 07000574 | Adresse nicht veröffentlicht                  | Doniphan            |              |
| 4     | Little Black River Archeological District                    |                                                              | 1975 ID-Nr. 75001064 | Adresse nicht veröffentlicht                  | Naylor              |              |
| 5     | Mule Camp Site                                               |                                                              | 1975 ID-Nr. 75001071 | Adresse nicht veröffentlicht                  | Fairdealing         |              |
| 6     | Price Site                                                   |                                                              | 1978 ID-Nr. 78001674 | Adresse nicht veröffentlicht                  | Current View        |              |
| 7     | Ripley County Courthouse                                     | Ripley County Courthouse                                     | 1976 ID-Nr. 76001116 | Courthouse Circle 36° 37′ 4″ N, 90° 49′ 37″ W | Doniphan            |              |
| 8     | Ripley County Jail, Sheriff’s Office and Sheriff’s Residence | Ripley County Jail, Sheriff’s Office and Sheriff’s Residence | 1991 ID-Nr. 91000386 | Courthouse Circle 36° 37′ 1″ N, 90° 49′ 39″ W | Doniphan            |              |
| 9     | Sylvan School                                                |                                                              | 2002 ID-Nr. 02001109 | County Road H3 36° 32′ 14″ N, 90° 38′ 21″ W   | Naylor              |              |